# HD97633
HD97633 — хімічно пекулярна зоря спектрального класу A2, що має видиму зоряну величину в смузі V приблизно  3,3.
Вона  розташована на відстані близько 177,6 світлових років від Сонця.

## Фізичні характеристики
Зоря HD97633 обертається 
порівняно повільно 
навколо своєї осі. Проєкція її екваторіальної швидкості на промінь зору становить  Vsin(i)= 23км/сек.

## Пекулярний хімічний склад
Зоряна атмосфера HD97633 має підвищений вміст 
Eu
.

## Магнітне поле
Спектр даної зорі вказує на наявність магнітного поля у її зоряній атмосфері.
Напруженість повздовжної компоненти поля оціненої з аналізу
наявних ліній металів
становить   66,6±  78,6 Гаус.